# Sonic Advance 3
Sonic Advance 3 ist ein 2D-Jump-’n’-Run-Computerspiel, das von Sonic Team und Dimps entwickelt und von Sega erstmals in Nordamerika am 7. Juni 2004 für den Game Boy Advance veröffentlicht wurde. Es ist der dritte Teil der Trilogie und basiert auf den Originalspielen des Sega Mega Drive.
Es ist der Nachfolger von Sonic Advance 2 (2002) und der Vorgänger von Sonic Rush (2005).

## Handlung
Der böse Wissenschaftler Dr. Eggman hat es geschafft, mit den Daten von Emerl (siehe Sonic Battle) eine loyale Kopie namens G-merl zu erschaffen. Durch ein Experiment mit den Chaos Emeralds richtet Dr. Eggman großen Schaden an und reißt die Erde auseinander. Dabei werden Sonic the Hedgehog und Miles Tails Prower von Knuckles the Echidna, Amy Rose und Cream the Rabbit getrennt. Sie machen sich auf den Weg, Dr. Eggman eine Lektion und zu erteilen und finden dabei nach und nach wieder zueinander.
Zum Ende hin können die Helden Dr. Eggman mit seinem Hyper Eggrobo sowie G-merl besiegen und mit der Macht des Master Emerald den Schaden wieder rückgängig machen. Hat Sonic dabei alle sieben Chaos Emeralds gesammelt, absorbiert G-merl ihre mystische Kraft und nimmt eine neue, mächtigere Form namens Ultimate G-merl an, mit der er sich gegen seinen Schöpfer Dr. Eggman wendet. Im finalen Weltraum-Showdown müssen Super Sonic und Dr. Eggman zusammen arbeiten, um den außer Kontrolle geratenen Ultimate G-merl zu stoppen. Später findet Tails den zerstörten G-merl am Strand. In einer Post-Credits-Szene sieht man, wie G-merl friedlich bei Cream und Vanilla lebt.

## Gameplay
In Sonic Advance 3 übernimmt der Spieler wahlweise die Kontrolle über den blauen Igel Sonic (verfügt über eine Variante der Homing Attack ohne Zielsuchfunktion in der Luft), den zweischwänzigen Fuchs Tails (kann in der Luft fliegen und unter Wasser schwimmen), den Echidna Knuckles (kann in der Luft gleiten und an bestimmten Wänden klettern), das junge Hasenmädchen Cream (kann in der Luft fliegen) mit ihrem Chao Cheese oder die Igeldame Amy (kann ihren Piko Piko Hammer nutzen, um Gegner zu besiegen) in einem sidescrollenden 2D-Jump-’n’-Run. Die Besonderheit dieses Spiels ist, dass immer zwei Charaktere gleichzeitig unterwegs sind (vergleichbar mit Knuckles’ Chaotix (1995)) und zwischen den fünf Charakteren, sobald man sie im Spiel freigeschaltet hat, beliebig wählen und Teams zusammenstellen kann, um in den Welten aus verschiedenen Spezialfähigkeiten zu wählen. Mit dem R-Button können dabei je nach Team bestimmte, weitere Moves ausgeführt werden.
Das Leveldesign passt sich mit Sprungfedern, Loopings und mehr dem dynamischen, schnellen Spielgefühl an. Neben dem Steuerkreuz zur Bewegung ist nur ein Aktionsknopf zum Springen nötig. In springender oder rollender Form, Spin Attack genannt, können alle Spielfiguren außer Amy Gegner besiegen oder Itemboxen, auf dessen Bildschirm das jeweilige enthaltene Item angezeigt wird, öffnen. Wenn man mit dem Steuerkreuz nach unten die Spielfigur ducken lässt und dann die Sprungtaste betätigt und loslässt, kann die Spielfigur mit dem Spin Dash aus dem Stand schnell mit der Spin Attack nach vorne preschen. Bei Berührung können die goldenen Ringe eingesammelt werden; Nimmt die Spielfigur Schaden, verliert sie die Ringe. Nimmt die Spielfigur Schaden, ohne Ringe zu besitzen, fällt in einen tödlichen Abgrund, wird zerquetscht oder ertrinkt, verliert sie ein Extraleben, von denen man zu Spielbeginn drei besitzt. Sammelt man 100 Ringe, erhält man ein weiteres Extraleben. Auch in den Itemboxen kann ein Extraleben, fünf Ringe, zehn Ringe, eine beliebige Anzahl an Ringen, ein Schutzschild, ein magnetisches Schutzschild, vorübergehende erhöhte Geschwindigkeit oder vorübergehende Unverwundbarkeit enthalten sein. Checkpoints in Form von Laternen markieren bei einem Lebensverlust den Rücksetzpunkt. Auch werden bei allen Aktionen Punkte gesammelt, die wiederum „Continues“ geben können, sodass das Spiel trotz Verlust sämtlicher Extraleben fortgesetzt werden kann. Die meisten Gegner können mit der Spin Attack besiegt werden, was Punkte bringt und die gefangenen Tiere befreit. Zudem ist das Grinden an bestimmten Schienen und Stellen möglich.
Das Spiel besteht aus neun Zonen (Route 99, Sunset Hill, Ocean Base, Toy Kingdom, Twinkle Snow, Cyber Track, Chaos Angel, Altar Emerald und Nonaggression), von denen die ersten sieben Zonen aus drei regulären Acts und einem Boss-Act bestehen (die letzten beiden Zonen haben nur einen Act), die als Level definiert werden können und durch jeweils eigene Oberwelten verbunden sind. Jede Zone hat dabei ihre eigene Thematik, Aussehen und Gegner-Vielfalt. Die Oberwelten können über die Sonic Factory, in der man seine Charaktere wählt, betreten werden. Zusätzlich zu den drei Level-Acts jeder Zone findet man auf den Oberwelten zu jeder Zone zusätzlich zwei Zugänge zu Bonus Stages und zu einem Endbosskampf gegen den Widersacher Dr. Eggman und eine seiner tödlichen Maschinen, der sich erst nach Beendigung aller drei Level-Acts öffnet, wobei diese Level-Acts untereinander in beliebiger Reihenfolge gespielt werden können. In jeder Zone sind übergreifend in den Level-Acts und auf der Oberwelt insgesamt zehn Chao versteckt, die es zu finden gilt. Werden alle zehn Chao einer Zone gefunden, können in den einzelnen Acts Special Keys gefunden werden, die anschließend auf der Oberwelt zuvor verschlossene „Special Springs“ öffnen, die zur Special Stage führen. Dort muss man mit dem Tornado 2 eine vorgegebene Anzahl an Ringen sammeln, um einen Chaos Emerald zu erhalten. Die finale Zone Nonaggression ist nur erreichbar, wenn man Sonic spielt und zuvor alle sieben Chaos Emeralds gesammelt hat.
Der Mehrspielermodus kann bestritten werden, wenn zwei bis vier Game Boy Advance mit einem Game Boy Advance Game Link Cable verbunden werden. Haben die Mitspieler ebenfalls das Spiel Sonic Advance 3 als Modul in ihrem System, können im Multi-Pak Battle alle regulären Zonen in einem Rennen bestritten werden. Dabei steuert jeder nur einen Charakter und es gibt zwei Teams. Bei drei Spielern kommt ein computergesteuerter Spieler für eines der Teams hinzu. Zudem gibt es die vier Itemboxen Confusion, Warp, Attack und Brake. Besitzen die Mitspieler das Spiel nicht, steht im Single-Pak Battle ohne Teams lediglich ein eigener Abschnitt von Sunset Hill zur Verfügung und statt einem Rennen gilt es, einen Chao zu finden. Zusätzlich gibt es einen Time Attack-Modus. Im Vergleich zu seinen Vorgängern wurde in Sonic Advance 3 der „Tiny Chao Garden“ entfernt.

### Level
| Nr. | Zone          | Acts | Bosskämpfe            | Gegner                                  |
| --- | ------------- | ---- | --------------------- | --------------------------------------- |
| 1   | Route 99      | 4    | Egg Hammer 3          | Akatento, Aotento, Condor, Spinner      |
| 2   | Sunset Hill   | 4    | Egg Ball No. 2        | Ape, Gekogeko, Minimole, Stinger        |
| 3   | Ocean Base    | 4    | Egg Foot              | Jousun, Spinner, Takkon, Uutsubo        |
| 4   | Toy Kingdom   | 4    | G-merl, Egg Cube      | Bu-bu, Gaogao, Guards, Juggling         |
| 5   | Twinkle Snow  | 4    | Egg Chaser            | Ginpe, Hariisen, Yadokka, Yukigasen     |
| 6   | Cyber Track   | 4    | Egg Pinball           | Clam, Guruguru, Kamaki, Kyacchaa        |
| 7   | Chaos Angel   | 4    | Egg Gravity           | Ape, Marrun, Muugaden, Spinner, Stinger |
| 8   | Altar Emerald | 1    | G-merl, Hyper Eggrobo | -                                       |
| 9   | Nonaggression | 1    | Ultimate G-merl       | -                                       |

## Synchronisation
Anders als seine Vorgänger verfügt Sonic Advance 3 über eine Sprachausgabe. Dabei wurde ein Großteil der Sprach-Samples von anderen, zuvor erschienenen Sonic-Spielen übernommen. In diesem Spiel war der US-amerikanische, am 15. Januar 2005 verstorbene Synchronsprecher Deem Bristow als Stimme von Dr. Eggman zu hören, wobei bereits existierende Sound-Clips genutzt wurden.
| Synchronsprecher in Sonic Advance 3 | Synchronsprecher in Sonic Advance 3 | Synchronsprecher in Sonic Advance 3 |
| Figur im Spiel                      | Englischer Synchronsprecher         | Japanischer Synchronsprecher        |
| ----------------------------------- | ----------------------------------- | ----------------------------------- |
| Sonic the Hedgehog                  | Ryan Drummond                       | Jun'ichi Kanemaru                   |
| Miles Tails Prower                  | William Corkery                     | Ryō Hirohashi                       |
| Knuckles the Echidna                | Scott Dreier                        | Nobutoshi Canna                     |
| Amy Rose                            | Jennifer Douillard                  | Taeko Kawata                        |
| Cream the Rabbit                    | Sarah Wulfeck                       | Sayaka Aoki                         |
| Dr. Eggman                          | Deem Bristow                        | Chikao Ōtsuka                       |
| Ansager                             | John St. John                       | John St. John                       |

## Neuveröffentlichungen und Nachfolger
Nur in Japan erschien Sonic Advance 3 im Jahre 2016 für die Virtual Console der Wii U. Die Serie ging gefühlt nahtlos auf dem Nintendo DS mit Sonic Rush (2005), Sonic Rush Adventure (2007) und Sonic Colours (2010) weiter. Weitere klassische Jump 'n' Runs, die auf die Sega Mega Drive-Originalspiele basieren, waren in der Folge Sonic the Hedgehog 4: Episode I (2010), Sonic the Hedgehog 4: Episode II (2012) und Sonic Mania (2017).

## Rezeption
Sonic Advance 3 wurde allgemein positiv bewertet. Gelobt wurde das Leveldesign, die elementare Teamfunktion sorgte für gemischte Meinungen. Das Spiel gewann bei den Golden Joystick Awards 2004 den Titel „Handheld Game of the Year“.

„Ein klassischer Sonic-Auftritt mit Taktikeinschlag – wer hätte das gedacht? Dank dem modischen Zweiterteam-Feature erhält der rasanteste Hüpfer der Videospielgeschichte eine Prise Strategie: So durchquert ihr mit Sonic und Knuckles einen Level im Schnelldurchlauf, während Tails und Cream nach zahlreichen Geheimnissen forschen - schön auch, dass ein Kumpel per Link-Kabel die zweite Spielfigur steuern kann. Doch zu einem Hit reicht's trotzdem nicht: Den überlangen Levels mangelt's nämlich an Abwechslung und uralte Designschwächen wollen die Entwickler wohl partout nicht ausmerzen. So rennt Ihr auch heute noch schuldlos in urplötzlich erscheinende Speerspitzen oder hüpft nach einem Trampolinsprung direkt in unfair platzierte Gegner – schade drum.“

„Sonic Advance 3 wird nicht nur Fans absolut begeistern! Alle Spielmodi glänzen mit einem butterweichen Bildaufbau und selbst in rasend schnellen Spielpassagen geht die Framerate niemals in die Knie. Während der Sonic-typische Sound für noch mehr Spielspaß sorgt, zaubern ulkige Animationen in regelmäßigen Abständen ein Lächeln auf die Lippen eines jeden Sonic-Fans! Unterm Strich bleibt nur zu sagen: Wer sich den dritten Teil entgehen lässt, ist einfach selber schuld!“

Aus kommerzieller Sicht blieb das Spiel mit weltweit insgesamt 143.000 verkauften Einheiten weit hinter seinen Erwartungen zurück. Dies liegt mitunter in der eher späten Veröffentlichung innerhalb der Lebensspanne des Game Boy Advance begründet.